# アミカ (昆虫)
アミカ（網蚊、Blephariceridae）は、ハエ目（双翅目）糸角亜目アミカ科に属する昆虫の総称である。世界で約30属300種ほどが記載されている。

## 概要

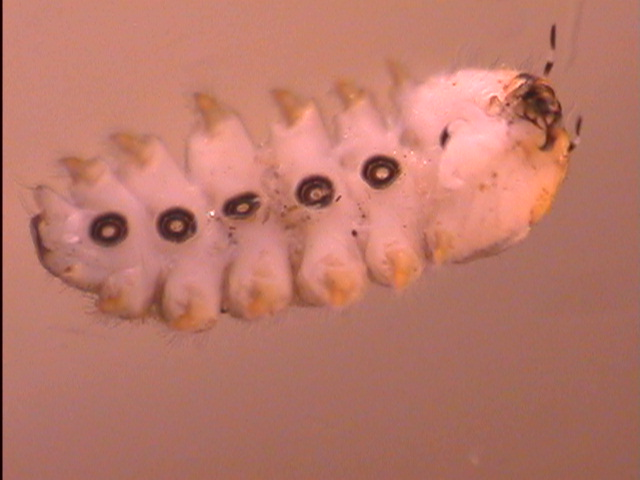
幼虫の腹側

成虫はカのような外見。主に渓流で見られ、渓流の濡れた岩の上に産卵する。
幼虫と蛹は水中で生活し、水底の岩や滝の壁面にはりついている。幼虫の体節は7で、第1節は頭部と胸部、第1腹節が融合したもので、第7節は第7-9腹節が融合したものである。各節の背面には棘や疣があるものが多い。触角は0-3節。第1腹節か第6腹節に強力な吸盤を持っており、これによって渓流の岩や滝の壁面にしっかりと吸着している。主に微細藻類を捕食している。
種によって生活史が異なり、クロバアミカなど9月に孵化して4-5月に羽化する種（冬型第1亜型）や、ヤマトコマドアミカなど12月に孵化して4-5月に4令幼虫となっている種（冬型第2亜型）、カニギンモンアミカなど5-7月に孵化して、8月頃に羽化する種（夏型第1亜型）、ユミアシヒメフタマタアミカなど春に孵化して夏季に幼虫、成虫が共にみられる種（夏型第2亜型）、ヤマトクチナガアミカのように1年を通して幼虫、蛹がみられる種（周年型）がある。

## 分類
BioLib.czに従えば、現生種は2亜科に分類される。かつて独立の亜科とされていたツマグロアミカ亜科 Apistomyiinae はクチナガアミカ族 Apistomyiini に、Paltostomatinae （「カニアミカ亜科」の和名もあるがカニアミカ属＝ギンモンアミカ属は含まれない）はPaltostomatini として、亜科より低い族（Tribe）のランクでアミカ亜科に含まれている。また化石の数属は所属の亜科が未確定である。これら化石のうち、内モンゴルから報告された中生代の Brianina longitibialis と Megathon brodskyi が2006年までのアミカ類の最古記録とされている。

### 属・種数・分布
＊各属の分布域とおよその種数はCourtney (2001)に従ったため、原則として2001年以降のデータは反映されていない。
アミカ科　Family Blephariceridae
Subfamily Edwardsininae
- Edwardsina Alexander, 1920　（30種）　豪州南東部、南米南部
- Paulianina Alexander, 1952　（8種）　 マダガスカル

アミカ亜科 Subfamily Blepharicerinae
- クチナガアミカ族 Tribe Apistomyiini （古くは独立のツマグロアミカ亜科 Apistomyiinae としても扱われた）

- Apistomyia Bigot, 1862　クチナガアミカ属（ツマグロアミカ属）　（16種）　地中海地域、日本、東南アジア、豪州
- Austrocurupira Dumbleton, 1963　（1種）　豪州東南部
- Curupirina Stuckenberg, 1970　（3種）　ニューカレドニア
- Neocurupira Lamb, 1913　（5種）　ニュージーランド
- Nesocurupira Stuckenberg, 1970　（1種）　ニューカレドニア
- Nothohoraia Craig, 1969　（1種）　ニュージーランド
- Hammatorhina Loew, 1869　（2種）　スリランカ
- Horaia Tonnoir, 1930　（3種）　南アジア、東南アジア
- Peritheates Lamb, 1913　（2種）　ニュージーランド
- Parapistomyia Zwick, 1977　（4種）　ニューギニア、豪州南東部
- Theischingeria Zwick, 1999　（1種）　豪州北東部

- アミカ族 Tribe Blepharicerini

- Agathon Roder, 1890 コマドアミカ属（ヤマトアミカ属）　(16種) 中央アジア-東アジア、北米西部
- Asioreas Brodsky, 1972　（5種）　中央アジア
- Bibiocephala Osten Sacken, 1874 クロバアミカ属　（4種）　日本、北米西部
- Blepharicera Macquart, 1843 ナミアミカ属（ニホンアミカ属）　（約44種）　ユーラシア〜北米
- Dioptopsis Enderlein, 1937　（3種）　欧州
- Liponeura Loew, 1844　（45種）　欧州
- Hapalothrix Loew, 1876　（1種）　欧州
- Neohapalothrix Kitakami, 1938 ギンモンアミカ属（カニアミカ属）（3種）　東アジア
- Philorus Kellogg, 1903 フタマタアミカ属（ヒメアミカ属）　（22種）　中央アジア〜東アジア、北米西部
- Tianschanella Brodsky, 1930　（1種）　中央アジア

- Tribe Paltostomatini （亜科のランクとする場合は「カニアミカ亜科」の和名もあるがカニアミカ属＝ギンモンアミカ属は含まれないので注意）

- Aposonalco Hogue, 1992　（1種）　メキシコ
- Elporia Edwards, 1915　（19種）　アフリカ南部
- Kelloggina Williston, 1907　（34種）　ブラジル南東部、アルゼンチン北東部
- Limonicola Lutz, 1928　（8種）　南米北西域
- Paltostoma Schiner, 1866　（21種）　メキシコ、中米、南米（アンデス地方）

所属亜科不明（化石属）
- † Blephadejura Lukashevich, Huang & Lin, 2006
- † Brianina Zhang & Lukashevich, 2007
- † Megathon Lukashevich & Scherbakov, 1997
- † Paltostomopsis Cockerell, 1915
- † Philorites Cockerell, 1908

### 日本のアミカ科
岡崎（2005）および三枝（2008）によれば、既知の日本産アミカ科は以下の6属27種で、他に若干の未報告種、未記載種があるとされる。幼虫・蛹の検索表と図は岡崎（2005）に、成虫の検索表と写真は三枝（2008）に掲載されている。三枝（2008）によってそれまでの属和名および種和名の大部分が改称された。
下記が日本産のアミカ科のリストである。和名は三枝（2008）に従っているが、それ以前の和名も括弧内に別名として付記されている。また分布の一部は略号（北＝北海道、本＝本州、四＝四国、九＝九州）で示されている。
アミカ科 Blephariceridae
アミカ亜科 Blepharicerinae
クチナガアミカ族 Apistomyiini
- クチナガアミカ属 Apistomyia Bigot, 1862 （別名：ツマグロアミカ属）
  - ヤマトクチナガアミカ Apistomyia uenoi (Kitakami, 1931)　北、本、四、九、屋久島、沖縄？（別名：ツマグロアミカ）
  - タイワンクチナガアミカ Apistomyia nigra Kitakami, 1941　沖縄（沖縄島-八重山）、台湾

アミカ族 Blepharicerini
- コマドアミカ属 Agathon Roder, 1890 （別名：ヤマトアミカ属）
  - トクナガコマドアミカ Agathon bilobatoides (Kitakami, 1931)　本、四　（別名：トクナガヤマトアミカ）
  - アルプスコマドアミカ Agathon bispinus (Kitakami, 1931)　本、九　（別名：フタトゲミヤマヤマトアミカ）
  - エゾコマドアミカ Agathon ezoensis (Kitakami, 1950)　北、サハリン　（別名：エゾヤマトアミカ・エゾカワムラヤマトアミカ）
  - イヤコマドアミカ Agathon iyaensis (Kitakami, 1931)　四　（別名：イヤヤマトアミカ）
  - ヤマトコマドアミカ Agathon japonicus (Alexander, 1922)　北、本、四、九　（別名：ヤマトアミカ）
  - トゲコマドアミカ Agathon longispina (Kitakami, 1931)　本、四、九　（別名：トゲヤマトアミカ）
  - ミヤマコマドアミカ Agathon montanus (Kitakami, 1931)　本、四、九　（別名：ミヤマヤマトアミカ）

- クロバアミカ属 Bibiocephala Osten Sacken, 1874 
  - クロバアミカ Bibiocephala infuscata infuscata (Matsumura, 1916)　北、本、四
  - コクロバアミカ Bibiocephala infuscata minor (Kitakami, 1931)　本（関西）--幼虫のみが知られる

- ナミアミカ属 Blepharicera Macquart, 1843 （別名：ニホンアミカ属）
  - ヒメナミアミカ Blepharicera japonica (Kitakami, 1931)　本、四　（別名：ニホンアミカ）
  - オオメナミアミカ Blepharicera esakii (Alexander, 1924)　本、四、九　（別名：スカシアミカ）
  - ハナレメナミアミカ Blepharicera shirakii (Alexander, 1922)　本、四、九、奄美　（別名：シラキスカシアミカ）
  - アキノナミアミカ Blepharicera tanidai Zwick, 1990　本（中部以北）

- ギンモンアミカ属 Neohapalothrix Kitakami, 1938 （別名：カニアミカ属）
  - カニギンモンアミカ Neohapalothrix kanii Kitakami, 1938　本　（別名：カニアミカ）
  - シロウズギンモンアミカ Neohapalothrix manschukuensis (Mannheim, 1938)　北、アルタイ、沿海州、中国東北部　（Neohapalothrix shirouzui Saigusa, 1973 はシノニム[8]）（別名：シロウズアミカ）

- フタマタアミカ属 Philorus Kellogg, 1903 （別名：ヒメアミカ属）
  - ミヤマフタマタアミカ Philorus alpinus Kitakami, 1931　北、本　（別名：アルプスヒメアミカ）
  - エゾフタマタアミカ Philorus ezoensis Kitakami, 1931　北　（別名：エゾヒメアミカ）
  - ハナレメフタマタアミカ Philorus gokaensis Kitakami, 1950　本、九　（別名：ゴカヒメアミカ）
  - ヒゲブトオオフタマタアミカ Philorus kibunensis Kitakami, 1931　本、四、九　（別名：キブネヒメアミカ）
  - ヒゲボソオオフタマタアミカ Philorus kuyaensis Kitakami, 1931　本、四、九　（別名：オオバヒメアミカ）
  - アシボソヒメフタマタアミカ Philorus longirostris longirostris Kitakami, 1931　北、本、四、九　（別名：ナガヒメアミカ）
  - タチゲヒメフタマタアミカ Philorus minor Kitakami, 1931　本、四、九、屋久島：アシボソヒメフタマタアミカの亜種とする立場もある。（別名：コナガヒメアミカ）
  - オオメフタマタアミカ Philorus sikokuensis Kitakami, 1931　本、四、九　（別名：シコクヒメアミカ）
  - キイロフタマタアミカ Philorus simasimaensis Kitakami, 1931　本、四、九　（別名：シマシマヒメアミカ）
  - ユミアシヒメフタマタアミカ Philorus viridis Kitakami, 1931　北、本、四、九　（別名：ヒメアミカ）